# 官方反對黨 (加拿大)
官方反對黨，全稱國王陛下忠誠的反對黨﹙英語：，法語：），通常是於加拿大國會下議院或各省與地區議會的主要在野黨。議會內第二大政黨通常會擔任官方反對黨一職。在2015聯邦大選中聯邦保守黨失利敗於聯邦自由黨，成為新一屆官方反對黨。
官方反對黨的主要職務是監察政府，而其國會議員並會組成「影子內閣」，派「評議員」來監察內閣各部門的工作。
官方反對黨領袖會得到的等同內閣成員的對待，其官邸為位於首都渥太華的斯托諾韋(Stornoway)。
作為議會內的首要在野黨，官方反對黨會獲分配的資源多於其他在野黨。在議會內，當政府的演說完畢後，官方反對黨領袖享有反駁的優先權。官方反對黨領袖並會於質詢時間中給予更多時間發言。

## 上議院官方反對黨
加拿大國會上議院官方反對黨是上議院內最大的非執政黨。因為執政黨定於下議院的議席分配，所以於上議院獲最多議席的政黨有可能成為官方反對黨。此外，上議院的官方反對黨可能有別於下議院的。例如，由1993年至2003年，上議院官方反對黨為進步保守黨，但下議院的為魁人政團（1993 －1997年）、改革黨（1997年）及加拿大聯盟（1997－2003年）。

## 歷屆官方反對黨
| 年份          | 下議院官方反對黨 | 下議院官方反對黨       | 上議院官方反對黨 | 上議院官方反對黨       |
| ------------- | ---------------- | ---------------------- | ---------------- | ---------------------- |
| 1867年–1874年 |                  | 自由黨                 |                  | 自由黨                 |
| 1874年–1878年 |                  | 保守黨 (1867年-1942年) |                  | 保守黨 (1867年-1942年) |
| 1878年–1896年 |                  | 自由黨                 |                  | 自由黨                 |
| 1896年–1911年 |                  | 保守黨 (1867年-1942年) |                  | 保守黨 (1867年-1942年) |
| 1911年–1921年 |                  | 自由黨                 |                  | 自由黨                 |
| 1921年–1926年 |                  | 保守黨 (1867年-1942年) |                  | 保守黨 (1867年-1942年) |
| 1926年        |                  | 自由黨                 |                  | 自由黨                 |
| 1926年–1930年 |                  | 保守黨 (1867年-1942年) |                  | 保守黨 (1867年-1942年) |
| 1930年–1935年 |                  | 自由黨                 |                  | 自由黨                 |
| 1935年–1945年 |                  | 保守黨 (1867年-1942年) |                  | 保守黨 (1867年-1942年) |
| 1945年–1957年 |                  | 進步保守黨             |                  | 進步保守黨             |
| 1957年–1963年 |                  | 自由黨                 |                  | 自由黨                 |
| 1963年–1979年 |                  | 進步保守黨             |                  | 進步保守黨             |
| 1979年–1980年 |                  | 自由黨                 |                  | 自由黨                 |
| 1980年–1984年 |                  | 進步保守黨             |                  | 進步保守黨             |
| 1984年–1993年 |                  | 自由黨                 |                  | 自由黨                 |
| 1993年–1997年 |                  | 魁人政團               |                  | 進步保守黨             |
| 1997年–2000年 |                  | 改革黨                 |                  | 進步保守黨             |
| 2000年–2004年 |                  | 聯盟黨                 |                  | 進步保守黨             |
| 2004年–2006年 |                  | 保守黨                 |                  | 保守黨                 |
| 2006年–2011年 |                  | 自由黨                 |                  | 自由黨                 |
| 2011年–2014年 |                  | 新民主黨               |                  | 自由黨                 |
| 2014年–2015年 |                  | 新民主黨               | 上議院自由黨     |                        |
| 2015年至今    |                  | 保守黨                 |                  | 保守黨                 |